# Canton de Castries
Le canton de Castries est une ancienne division administrative française, située dans le département de l'Hérault et la région Languedoc-Roussillon.

## Composition
| Nom                       | Code Insee | Intercommunalité                   | Superficie (km2) | Population (dernière pop. légale) | Densité (hab./km2) |
| ------------------------- | ---------- | ---------------------------------- | ---------------- | --------------------------------- | ------------------ |
| Castries (chef-lieu)      | 34058      | Montpellier Méditerranée Métropole | 24,05            | 6 017 (2014)                      | 250                |
| Assas                     | 34014      | CC du Grand Pic Saint-Loup         | 19,11            | 1 487 (2014)                      | 78                 |
| Baillargues               | 34022      | Montpellier Méditerranée Métropole | 7,68             | 6 909 (2014)                      | 900                |
| Beaulieu                  | 34027      | Montpellier Méditerranée Métropole | 7,73             | 1 676 (2014)                      | 217                |
| Buzignargues              | 34043      | CC du Grand Pic Saint-Loup         | 4,61             | 290 (2014)                        | 63                 |
| Galargues                 | 34110      | CA Lunel Agglo                     | 11,43            | 690 (2014)                        | 60                 |
| Guzargues                 | 34118      | CC du Grand Pic Saint-Loup         | 11,73            | 516 (2014)                        | 44                 |
| Jacou                     | 34120      | Montpellier Méditerranée Métropole | 3,43             | 6 584 (2014)                      | 1 920              |
| Montaud                   | 34164      | Montpellier Méditerranée Métropole | 12,92            | 980 (2014)                        | 76                 |
| Restinclières             | 34227      | Montpellier Méditerranée Métropole | 6,53             | 1 685 (2014)                      | 258                |
| Saint-Brès                | 34244      | Montpellier Méditerranée Métropole | 4,86             | 2 762 (2014)                      | 568                |
| Saint-Drézéry             | 34249      | Montpellier Méditerranée Métropole | 10,47            | 2 295 (2014)                      | 219                |
| Saint-Geniès-des-Mourgues | 34256      | Montpellier Méditerranée Métropole | 11,37            | 1 844 (2014)                      | 162                |
| Saint-Hilaire-de-Beauvoir | 34263      | CC du Grand Pic Saint-Loup         | 4,69             | 394 (2014)                        | 84                 |
| Saint-Jean-de-Cornies     | 34265      | CC du Grand Pic Saint-Loup         | 3,11             | 691 (2014)                        | 222                |
| Sussargues                | 34307      | Montpellier Méditerranée Métropole | 6,48             | 2 649 (2014)                      | 409                |
| Teyran                    | 34309      | CC du Grand Pic Saint-Loup         | 10,04            | 4 606 (2014)                      | 459                |
| Vendargues                | 34327      | Montpellier Méditerranée Métropole | 8,98             | 6 186 (2014)                      | 689                |

## Géographie
Le canton de Castries, d'une superficie de 169 km2 environ, est composé de garrigues, de vignes et de vergers.

Il se situe non loin du Pic Saint-Loup dont la masse semble surplomber certains des paysages.

Sa topographie est plutôt plate avec cependant certaines collines culminant à plus de 100 m.

Il est peu éloigné de la mer Méditerranée au niveau du Golfe du Lion (une dizaine de kilomètres à vol d'oiseau).
La plupart de ses cours d'eau se jettent dans l'étang de l'Or.
Le canton est traversé ou bordé par des axes de communications importants : l'actuelle voie ferrée Nîmes-Montpellier, la future Ligne Languedoc-Roussillon, l'Autoroute française A9, la "Route nationale 110" et la "Route nationale 113" (l'usage de ces appellations persiste bien que ces tronçons ont été désormais transférés au département de l'Hérault et officiellement renumérotés).

Parmi les activités économiques, la plus notable est la viticulture dont une part notable est classée en AOC Coteaux du Languedoc avec certains crus réputés internationalement comme le Château Puech-Haut à Saint-Drézéry.

Des zones d'activités artisanales ou industrielles importantes existent en bordure des voies de communication, par exemple la plateforme logistique (entrepôts et bureaux) de la centrale d'achat Système U pour le sud de la France.

## Histoire
Le canton de Castries abrite un joyau : le château de Castries que certains surnomment le "Versailles du Languedoc". Ses jardins ont été réalisés par Le Nôtre. À sa demande, un aqueduc monumental de 6 822 m de long a été construit de 1670 à 1676 sous la direction de l’architecte Pierre-Paul Riquet afin d'alimenter les jardins du château.
Une des figures emblématiques du canton fut René de La Croix de Castries (1908-1986), dit "le Duc de Castries", colonel, maire du chef-lieu de canton, historien et romancier prolifique, académicien.

## Représentation
De 1833 à 1848, les cantons de Castries et de Mauguio n'avaient qu'un seul conseiller général. Le nombre de conseillers généraux par département était limité à 30.

### Conseillers généraux de 1833 à 2015
| Période | Période           | Identité                                       | Étiquette           | Qualité |
| ------- | ----------------- | ---------------------------------------------- | ------------------- | --- |
| 1833    | 1847 (décès)      | Frédéric Durand                                |                     | Propriétaire, ancien capitaine à Montpellier                                                                   |
| 1847    | 1848              | Jules Pagézy                                   | Majorité dynastique | Ancien négociant à Montpellier                                                                                 |
| 1848    | 1852              | Frédéric Gaston Durand                         | Droite              | Licencié en droit, propriétaire à Montpellier                                                                  |
| 1852    | 1875 (annulation) | Jules Pagézy                                   | Majorité dynastique | Economiste Maire de Montpellier (1852-1869) Député (1863-1869) Sénateur (1876-1882)                            |
| 1875    | 1880              | Nicolas Fulcrand Maurin de Brignac (1834-1900) | Droite              | Propriétaire à Montpellier                                                                                     |
| 1880    | 1919              | Victor Lafon                                   | Républicain Rad.    | Vétérinaire à Castries, conseiller d'arrondissement                                                            |
| 1919    | 1932 (décès)      | Paulin Guide                                   | Rad.                | Greffier de paix à Castries, conseiller d'arrondissement                                                       |
| 1932    | 1940              | René Melin                                     | Rad.                | Maire de Saint-Brès (1919-1959) Nommé conseiller départemental en 1942                                         |
|         |                   |                                                |                     | |
| 1945    | 1972 (décès)      | Adrien Granier (1899-1972)                     | SFIO                | Ouvrier agricole, petit viticulteur Adjoint au maire de Vendargues                                             |
| 1972    | 1985              | Paul Brunel                                    | DVG                 | Maire de Castries (1977-1995)                                                                                  |
| 1985    | 1998              | Marcel Gibily                                  | UDF                 | Régisseur d'exploitation agricole Maire de Teyran (1965-2001)                                                  |
| 1998    | 2012 (décès)      | Jean-Marcel Castet                             | PS                  | Maire de Jacou (1989-2011) Conseiller municipal de Jacou (2011-2012) Conseiller général délégué aux Transports |
| 2012    | 2015              | Claudine Vassas-Mejri                          | PS                  | Cadre dans le secteur sanitaire et social 1ère Adjointe au maire de Castries depuis 2004                       |

### Conseillers d'arrondissement (de 1833 à 1940)
| Période                                  | Période      | Identité                          | Étiquette           | Qualité |
| ---------------------------------------- | ------------ | --------------------------------- | ------------------- | --- |
| 1833                                     | 1848         | Jacques Eugène Rouché (1800-1863) |                     | Propriétaire foncier, maire de Saint-Geniès-des-Mourgues                                                    |
| 1848                                     | 1877         | Pierre-Jean Jullien (1804-1885)   |                     | Propriétaire, maire de Castries                                                                             |
| 1877                                     | 1880         | Victor Lafon                      | Républicain         | Médecin vétérinaire et propriétaire à Castries                                                              |
| 1880                                     | 1888 (décès) | Prosper Fautrier                  | Radical             | Agent d'affaires à Castries                                                                                 |
| 1889                                     | 1907         | Achille Riey                      |                     | Propriétaire, maire de Baillargues                                                                          |
| 1907                                     | 1913         | Lucien Couret                     |                     | Adjoint au maire de Castries                                                                                |
| 1913                                     | 1919         | Paulin Guide                      | Radical             | Greffier de la justice de paix à Castries                                                                   |
| 1919                                     | 1931         | Eugène Boulet                     | Républicain radical | Propriétaire, maire de Sussargues                                                                           |
| 1931                                     | 1937         | Paul Coulougnon                   | SFIO                | Viticulteur, maire de Saint-Geniès-des-Mourgues                                                             |
| 1937                                     | 1940         | Gilles Ricome                     | PSF                 | Propriétaire-viticulteur, conseiller municipal de Castries                                                  |
| 1940                                     |              |                                   |                     | Les conseils d'arrondissement ont été suspendus par la loi du 12 octobre 1940 et n'ont jamais été réactivés |
| Les données manquantes sont à compléter. |              |                                   |                     | |

## 2 Photos du canton
|  |  |

## Démographie
| 1962  | 1968  | 1975   | 1982   | 1990   | 1999   | 2006   | 2011   | 2012   |
| ----- | ----- | ------ | ------ | ------ | ------ | ------ | ------ | ------ |
| 8 245 | 9 621 | 13 422 | 20 632 | 30 800 | 39 373 | 42 286 | 44 902 | 46 167 |